# Peter Scholl-Latour
Peter Roman Scholl-Latour (n. 9 martie 1924, Bochum, Germania – d. 16 august 2014, Bad Honnef, Renania de Nord-Westfalia, Germania) a fost un jurnalist și publicist german. El a deținut pe lângă cetățenia germană și pe cea franceză.
1. ↑   http://knerger.de/html/scholllasonstige_88.html, accesat în 25 decembrie 2016 Lipsește sau este vid: |title= (ajutor)
2. 1 2  „Peter Scholl-Latour”, Gemeinsame Normdatei, accesat în 2 aprilie 2015
3. ↑  BnF catalogue général, accesat în 26 august 2016
4. ↑  CONOR.SI[*] Verificați valoarea |titlelink= (ajutor)
5. ↑   https://www.tagesschau.de/investigativ/wdr/bnd-gelegenheitsquelle-peter-scholl-latour-100.html Lipsește sau este vid: |title= (ajutor)
6. ↑   (PDF) https://www.stmwi.bayern.de/fileadmin/user_upload/stmwi/Themen/Wettbewerbe/Medienpreise/2017-01-16_Bayerische_Fernsehpreistraeger-1989-2016__2017-01_.pdf, accesat în 28 aprilie 2019 Lipsește sau este vid: |title= (ajutor)